# Salle omnisports de Béja
 (octobre 2024).
Si vous disposez d'ouvrages ou d'articles de référence ou si vous connaissez des sites web de qualité traitant du thème abordé ici, merci de compléter l'article en donnant les références utiles à sa vérifiabilité et en les liant à la section « Notes et références ».
La salle omnisports de Béja (arabe : صالة باجة الرياضية) est une salle de sport tunisienne située à Béja. 
Sa capacité d'accueil est de 2 500 spectateurs.